# ᰘ
Cette page contient des caractères spéciaux ou non latins. S’ils s’affichent mal (▯, ?, etc.), consultez la page d’aide Unicode.
ᰘ, transcrit tsh, est une consonne de l’alphasyllabaire lepcha.

## Représentations informatiques
| Représentation | Chaînes de caractères | Points de code | Descriptions       |
| -------------- | --------------------- | -------------- | ------------------ |
| ᰘ              | ᰘ                     | U+1C18         | Lettre lepcha tsha |